# Indo-Iraanse volkeren

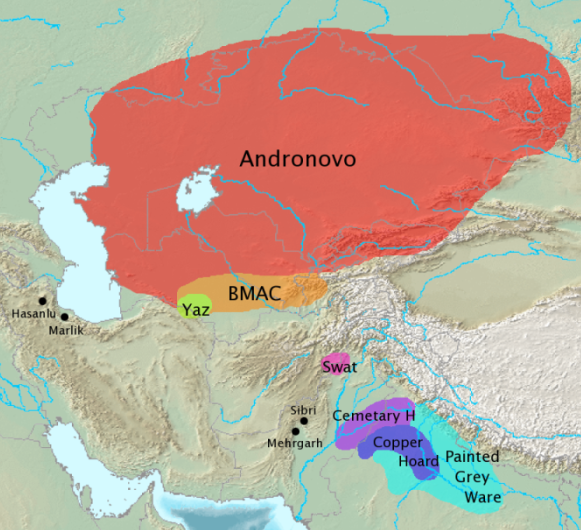
Oorspronkelijke woongebieden

De Indo-Iraanse volkeren zijn een groep van volkeren die Indo-Iraanse talen spreken. Ze omvat de Indo-Arische, Iraanse, Dardische en Nooristaanse volkeren.
Historische taalkundigen schatten dat het continuüm van Indo-Iraanse talen waarschijnlijk rond 2000 v.Chr., zo niet eerder, uiteen begon te vallen in de Indo-Arische en Iraanse talen. 
De oudste vormen van deze talen, het Vedisch Sanskriet en het Avestisch, zijn nog opmerkelijk gelijk. De oorsprong en relaties van de Nooristaanse en Dardische talen met de Iraanse en de Indo-Arische groepen is complex.

## Oorsprong en vroege migratie
De voorouders van de Indo-Iraniërs worden vaak geïdentificeerd met de afstammelingen van de Indo-Europese Sintasjtacultuur (ca. 2000–1600 v.Chr.) en de daaropvolgende bredere Andronovocultuur, welke zich spreidde over de Euraziatische steppe van de rivier de Oeral in het westen tot de Tiensjan in het oosten. Als de Indo-Iraanse talen zich inderdaad al vanaf 2000 v.Chr. splitsten, zou dit proces tijdens de late Andronovocultuur al duidelijk gevorderd moeten zijn.
De eerste expansie van de Indo-Iraniërs is sterk gerelateerd aan de uitvinding van de lichte, door paarden getrokken strijdwagen. Deze is voor het eerst aangetoond bij de Sintasjtacultuur, en verspreidde zich vanuit het gebied ten noorden van de Kaspische zee naar het zuiden tot in Centraal-Azië, de Iraanse hoogvlakte en Noord-India. De strijdwagencultuur spreidde zich ook over de Kaukasus naar Mesopotamië. Of dit echter eveneens gepaard ging met een Indo-Iraanse migratie is niet zeker, er kan hier ook sprake zijn van culturele overname. De mate van de Indo-Arische invloed op het ontstaan van de Mitanni is sterk omstreden.
In de 15-11e eeuw v.Chr. vindt men in Chorasmië de Tazabagjabcultuur, die mogelijk verband houdt met de Indo-Iraanse migratie naar het zuiden. Ook in de zuidelijke oasecultuur van Bactrië-Margiana vindt men Andronovo-Tazabagjab invloeden. De Jazcultuur (ca. 1500-1100 v.Chr.) ziet men als kandidaat van een vroege Iraanse cultuur.

### Zuid-Azië
In Zuid-Azië kwam de eerste golf van Indo-Europese volkeren over de Hindoekoesj, naar de bovenloop van de Indus en later de Ganges, waar zij zich deels mengden met de daar in verval rakende Indusvalleibeschaving. Het vroege Sanskriet van de Rig-Veda wordt gedateerd op ongeveer 1500 v.Chr. Vanuit de Indusvallei verspreidden de Indo-Ariërs zich verder over de noordelijke en centrale delen van het subcontinent, en vestigden er verschillende vorstendommen van Oost-Afghanistan tot West-Bengalen.
De Indo-Arische talen van Oost-Afghanistan en Zuidwest-Pakistan werden uiteindelijk door Iraanse talen verdrongen.
Tegenwoordig worden Indo-Arische talen gesproken in India, Pakistan, Bangladesh, Nepal, Sri Lanka en de Maldiven.

### Iraanse expansie
Na ca. 800 v.Chr. verschenen de Meden, Parthen en Perzen op het Hoogland van Iran, en de Achaemeniden vervingen in 559 v.Chr. de Elamitische heersers.
De eerste Indo-Iraniërs die de Zwarte Zee bereikten zouden de Cimmeriërs in de 8e eeuw v.Chr. kunnen zijn geweest, hoewel hun taalkundige verwantschap onzeker is. In de 7e eeuw v.Chr. werden ze gevolgd door de Iraanse Scythen, die worden beschouwd als een westelijke tak van de Centraal-Aziatische Saken. In het oosten bewoonden de Saken meerdere gebieden in Sinkiang, van Hotan tot Tumxuk. In de 3e eeuw v.Chr. woonden de vermoedelijk Scythische Yuezhi in het westelijk deel van de huidige Chinese provincie Gansu.
Van de 1e eeuw v.Chr. tot de 2e eeuw AD volgden Sarmatische stammen zoals de Massageten, Roxolanen, Jazygen en Alanen de Scythen westwaarts in Europa.
Als gevolg van de Turkse expansie van de eerste eeuwen na Christus werden de Iraanse talen in Centraal-Azië gemarginaliseerd.